# Epinephelus stictus
 Epinephelus stictus és una espècie de peix de la família dels serrànids i de l'ordre dels perciformes.

## Morfologia
Els mascles poden assolir els 33 cm de longitud total.

## Distribució geogràfica
Es troba a l'est de l'Índic i a l'oest del Pacífic.